# Dinastia Mamelucă

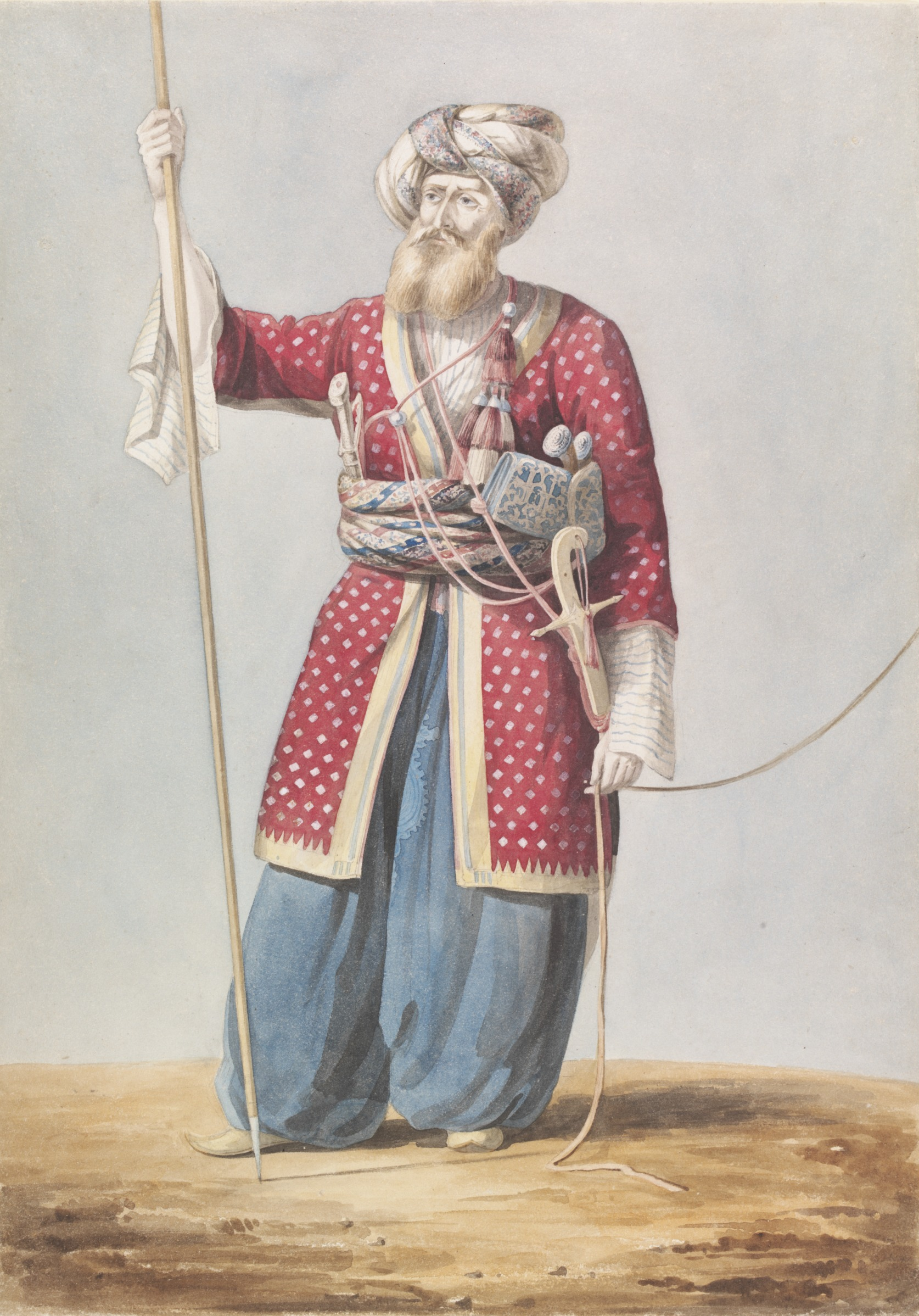
Mameluc din Aleppo, secolul al XIX-lea

Mamelucii au fost o dinastie de diverse rase și etnii, care au constituit o oligarhie militară în Egipt. Sultanii mameluci i-au îndepărtat de pe domeniul lor siro-egiptean pe ultimii cruciați. Ei au împiedicat definitiv înaintarea redutabilelor hoarde mongole ale lui Hūlāgu și ale lui Timur. Prin împiedicarea invaziei, Egiptul nu a fost devastat ca Siria și Irakul și s-a putut bucura de o continuitate a culturii și a instituțiilor politice mai mult decât oricare alt teritoriu islamic din afara Arabiei. Aproape două secole și trei sferturi (1250-1517), mamelucii au dominat una dintre cele mai turbulente regiuni din lume, menținându-și în același timp specificul rasial. Odată cu îndepărtarea lor de la putere de către otomanul Salīm (1517) se stinge ultima dinastie locală, creată pe ruinele califatului arab, făcând loc unui nou califat, nearab, cel al turcilor otomani. Dinastia mamelucă, considerată una dintre cele mai puternice dinastii din Orientul Apropiat, a fost una dintre cele mai fascinante din istoria islamului, în special datorită tensiunilor politice care într-un fel sau altul au avut un impact considerabil asupra evoluției religioase.

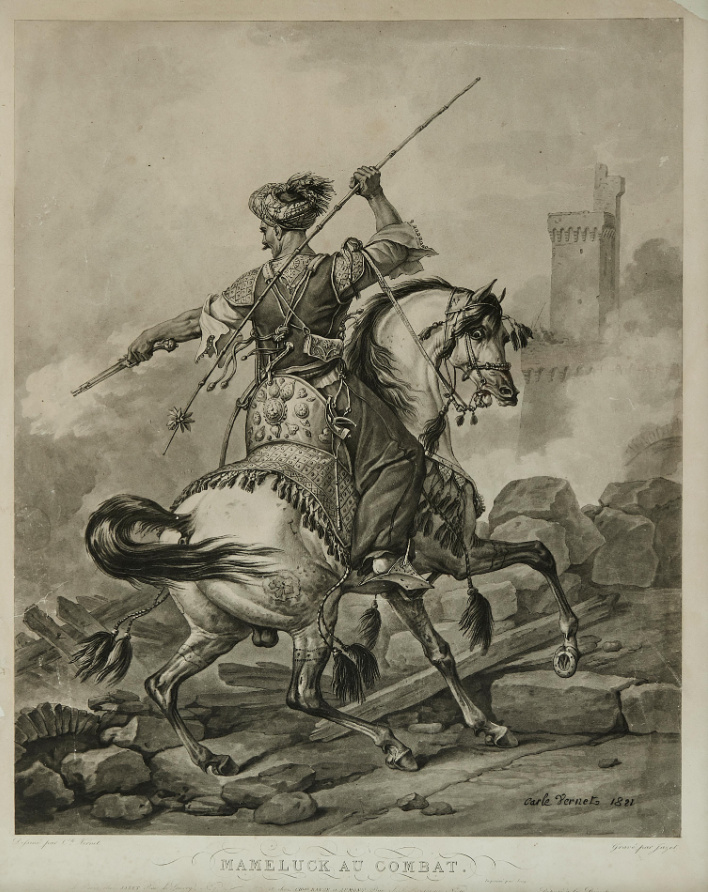
Un cavalerist mameluc, pictură din 1810

## Întemeierea dinastiei
Puterea mamelucă este instituită de Šağar-al-Durr, văduva ayyubidului al-Ṣāliḥ (m.1247), o fostă sclavă turcoaică sau armeancă. La început sclavă în haremul califului al-Musta῾ṣim, Šağar intră ulterior în serviciul lui al-Ṣāliḥ, care o eliberează după ce aceasta îi naște un fiu. Timp de 80 de zile, sultana, singura musulmană care a condus o țară din nordul Africii și din Asia de Vest, a fost suverana unică a unei regiuni care amintește de Cleopatra și Zenobia. A bătut monede cu propriul nume și a dispus să fie menționată la rugăciunea de vineri. Când emirii l-au ales sultan pe comandantul ei suprem, ῾Izz-al-Dīn Aybak, se căsătorește cu el. În primii ani de domnie, Aybak este foarte preocupat să îi înfrângă pe ayyubizii legitimiști din Siria, să îl îndepărteze pe co-suveranul minor al-Ašraf și să își ucidă propriul general care se remarcase în luptele împotriva lui Ludovic IX. Aflând că acesta intenționează să își mai ia o soție, Šağar îl ucide în timp ce  făcea baie în palatul regal din Citadela de la Cairo. La scurt timp, Šağar este ucisă în bătaie, de sclavele primei soții a lui Aybak, iar trupul îi este aruncat dintr-un turn.

## Mamelucii baḥrizi
Aybak (1250-1257) a fost primul sultan mameluc. Dinastia este împărțită în două ramuri: baḥridă (1250-1390) și burğidă (1382-1517). Mamelucii baḥrizi proveneau din rândul gărzilor cumpărate de ayyubidul al-Ṣāliḥ. În politica lor de a-și construi gărzi din sclavi străini, ayyubizii au urmat precedentul califilor de la Bagdad, cu aceleași rezultate nefaste. Burğizii au fost aduși ulterior, tot ca gărzi. Dinastia lor este întemeiată de mamelucul baḥrid Qalāwūn (1279-1290). Au existat 24 de mameluci baḥrizi, în afară de Šağar-al-Durr și 23 de burğizi.
Burğizii nu recunoșteau principiul succesiunii ereditare și nu au dus o politică de nepotism. În timpul lor, tronul îi aparținea celui care reușea să se impună sau să îi determine pe emiri să îl aleagă. Atât în timpul baḥrizilor cât și al burğizilor, de multe ori sultanul era succedat de un sclav al său și nu de un fiu. Sultanii mameluci s-au menținut la putere în medie șase ani.

### Cei mai importanți mameluci baḥrizi

#### Al-Malik al-Ẓāhir Rukn-al Dīn Baibars al-Bunduqdāri
Baibars (1260-1277) este cel mai vestit sultan mameluc. Fost sclav turkmen, fusese cumpărat de ayyubidul al-Ṣāliḥ. Inițial al-Ṣāliḥ îl numește comandant al unei unități de gardă, funcție din care Baibard își va croi drumul până în fruntea statului. Baibars este adevăratul întemeietor al dinastiei mameluce. S-a remarcat prima oară la ῾Ayn Ǧālūt, în bătălia împotriva mongolilor, dar faima sa se datorează mai ales numeroaselor campanii împotriva cruciaților. Într-una din ultimele sale expediții din Siria, a distrus definitiv puterea assassinilor. Baibars a organizat armata, a refăcut flota și a întărit fortărețele din Siria, a construit canale, a reamenajat porturile și a creat un serviciu poștal rapid între Cairo și Damasc. El a fost primul sultan din Egipt care a numit patru cadii, reprezentând cele patru rituri ortodoxe. În timpul lui Baibars s-au încheiat multe alianțe cu mongolii și cu puterile europene. La scurt timp după ce a devenit sultan, el s-a aliat cu Marele Han al Hoardei de Aur, sau cu mongolii din Kipciak din Valea Volgăi, din cauza obișnuitelor conflicte cu ilhanizii din Persia. A incheiat tratate comerciale cu Carol de Anjou (1264), rege al Siciliei și frate al lui Ludovic IX, ca și cu Juan de Aragon și Alfonso de Sevilla. El a instalat o serie de califi care deși purtau acest titlu, niciunul nu deținea autoritatea funcției respective. În 1261 îl instalează pe califul al-Mustanṣir, iar în schimb a primit de la acesta un document de învestitură, care îi conferea autoritate în Egipt, Siria, Diyar Bakr, Hijaz, Yemen și ținutul Eufratului. Un an mai târziu, Baibars a instalat pe califul al-Ḥākim, ai cărui moștenitori, au deținut, timp de două secole și jumătate, funcția de pseudo-califi, care se mulțumeau doar cu numele înscris pe monede.

#### Al-Malik al-Manṣūr Sayf-al-Dīn Qalāwūn
După Baibars, cea mai importantă personalitate mamelucă a fost Qalāwūn (1279-1290). Acesta se instalează la putere îndepărtându-l pe Salamiš, fiul de șapte ani al lui Baibars, care își succedase fratele de nouăsprezece ani, Baraka (1277-1279). Qalāwūn a fost singurul mameluc care a avut succesori până la a paisprezecea generație. Qalāwūn s-a remarcat și în alte domenii. El a refăcut citadelele de la Alep, Baalbek și Damasc. La Cairo, a construit un spital (al-Māristān al-manṣūri).

#### Al-Malik al-Ašraf Ḫalīl
Succesorul lui Qalāwūn, al-Ašraf (1290-1293) a cucerit ῾Akka în 1291, lucru care a precipitat căderea ultimelor porturi rămase în mâinile francilor.

#### Al-Malik al-Nāṣir Muḥammad
Al-Nāṣir deține recordul de a fi domnit de trei ori: 1293-1294, 1298-1309, 1309-1340. A venit prima oară la putere la vârsta de nouă ani și a avut cea mai lungă domnie dintre mameluci. În perioada sa are loc ultima invazie de anvergură a mongolilor, sub al șaptelea ilhanid, Ġāzān Maḥmūd, în timpul căruia islamul este recunoscut ca religie a ilhanizilor. Armata egipteană este înfrântă (1299) la est de Ḥimṣ de armata invadatoare. În 1300 mongolii ocupă Damascul, dar în luna martie a aceluiași an, mongolii evacuează capitala siriană iar egiptenii se reinstalează în zonă. Trei ani mai târziu, o nouă expediție a lui Ġāzān este oprită la Marğ al-Ṣuffar, la sud de Damasc. Pentru a patra oară mamelucii înfrâng cel mai periculos dușman pe care l-a avut vreodată Egiptul de la cucerirea islamică. Al-Nāṣir declanșează o acțiune de pedepsire a druzilor din Liban (ai căror arcași îi hărțuiseră armata aflată în retragere, câteva luni înainte), îi zdrobește pe maronoții din nordul Libanului și reintroduce restricțiile impuse de ῾Umar II și al-Mutawakkil pentru evrei și creștini. Numeroasele construcții realizate de el, pentru care utiliza frecvent munca forțată, marchează perioada sa ca un apogeu al culturii mameluce. A realizat un canal între Alexandria și Nil spre Citadela orașului Cairo, a construit peste 30 de moschei, fântâni publice cu apă potabilă și școli. Cheltuielile exorbitante din timpul lui al-Nāṣir au împovărat populația cu impozite tot mai mari și au contribuit la prăbușirea dinastiei.

### Căderea baḥrizilor
Cei doisprezece descendenți ai lui al-Nāṣir, care l-au urmat într-o succesiune rapidă timp de 42 de ani (1340-1382) au făcut doar figurație. Cei care domneau erau emirii, detronând sau omorând sultanul după bunul lor plac. Ultimul baḥrid a fost al-Ṣāliḥ Ḥāğğ ibn-Š῾bān (1381-1382, 1389-1390), strănepotul lui al-Nāṣir a cărei domnie a fost încheiată de Barqūq, care devine întemeietorul noii ramuri, cea burğidă.

## Activitatea intelectuală și artistică
În perioada mamelucă, regatul siro-egiptean s-a remarcat în mai multe domenii intelectuale și artistice. Medicina a fost unul dintre aceste domenii, dovadă stând spitalul construit de Qalāwūn care demonstrează interesul manifestat de egipteni față de medicină. Cel aflat la conducerea acestui spital, abu-al-Ḥasan ῾Ali ibn-al-Nafīs expune în Šarḥ tašrīḥ al-qānūn ideea circulației pulmonare. Cel mai mare istoric al medicinei din lumea arabă, Muwaffaq-al-Dīn abu-al-῾Abbās Aḥmad ibn-abi-Uṣaybi῾a (1203-270), și-a desfășurat activitatea la Damasc la începutul perioadei mameluce. Principala sa lucrare este ῾Uyūn  anbā fi tabaqāt al-atibba, o colecție de aproximativ 400 de biografii ale unor medici arabi și greci. În științele sociale, biografia a fost principalul domeniu de interes în perioada mamelucă. Cel mai mare biograf musulman care și-a desfășurat activitatea la Damasc în această perioadă a fost Šams-al-Dīn Aḥmad ibn-Muḥammad ibn-Ḫallikān. În istorie, s-au remarcat abu-al-Fidā΄, ibn-Tagri-Birdi, al-Suyūti și al-Maqrīzi. Dintre poeți, probabil singurul nume demn de menționat este cel al lui Šaraf-al-Dīn Muḥammad al-Būṣīri, autor al vestitei ode al-Burda (Mantia Profetului). Cea mai surprinzătoare realizare a epocii mameluce, marcată de violențe sângeroase, se înregistrează în domeniul arhitecturii. Școala mamelucă de arhitectură, urmând inițial stilul nurid și ayyubid, este influențată de tendințele siro-mesopotamiene începând cu secolul al XIII-lea.

## Sfârșitul perioadei mameluce
Noul regim al mamelucilor burğizi a continuat intrigile și asasinatele celui precedent. Unii sultani au fost trădători și sângeroși, alții ineficienți sau chiar degenerați, iar majoritatea inculți. Nu numai sultanii, ci întreaga oligarhie era mai mult sau mai puțin coruptă. Sclavii și comandanții mameluci s-au organizat în diverse facțiuni, în funcție de gărzile din care făcuseră parte, a lui Barqūq, a lui Farağ, a lui Šayḫ și a lui Barsbāy, și se aflau de obicei în conflict deschis. Fiecare facțiune urmărea să se îmbogățească și să devină influentă. Situația economică și așa fragilă a fost agravată de politica egoistă a sultanilor. Se interzice importul de condimente din India, precum și cultivarea trestiei de zahăr pentru o perioadă, tot cu scopul obținerii profitului. Foametea, devenită aproape cronică, a fost agravată de anii de epidemie și de secetă provocată de nivlul scăzut al Nilului. Spre sfârșitul perioadei, o serie de factori internaționali contribuie la starea de sărăcie a țării. Apariția navigatorului portughez Vasco da Gama în 1498 lângă capul Bunei Speranțe a determinat intensificarea atacurilor navelor europene împotriva corăbiilor musulmane precum oprirea aprovizionării porturilor siriene și egiptene cu condimente din India și Arabia, lucru care a dus la dispariția unuia dintre principalele surse de venit ale țării. Burğizii au avut probleme nu numai în interior, dar și în relațiile externe. La sfârșitul domniei primului lor sultan apare un nou invadator mongol, Timur, succesor al lui Hūlāgu și al lui Gingis. În afară de Timur, un alt dușman începuse să amenințe regatul: otomanii din Anatolia. Din 1400, Timur distruge nordul Siriei apoi Ḥanā, Ḥimṣ și Baalbek. Avangarda armatei egiptene condusă de sultanul Farağ este înfrântă, iar Damascul cucerit (1401). Farağ vine de la Cairo la Damasc ca să negocieze pacea cu Timur. Moartea lui Timur în 1401, în cursul unei campanii împotriva Chinei, a fost o ușurare pentru mameluci. Confruntarea de la Marğ Dābiq dintre armata mamelucă condusă de Qānṣawah și armata otomană se încheie cu înfrângerea mamelucilor, în mare parte datorită trădării guvernatorului de Alep care a dezertat împreună cu trupele care îi erau sub comandă dar și a faptului că armata turcă era mai bine dotată cu armament nou și folosea praf de pușcă. Astfel Siria intră sub stăpânire otomană pentru următoarele patru secole. Din Siria, otomanii pătrund în Egipt dinspre sud iar sultanatul mameluc este distrus pentru totdeauna.